# Улица Фёдора Абрамова
Улица Фёдора Абра́мова — улица в историческом районе Парнас (муниципальное образование Парголово) в Выборгском районе Санкт-Петербурга. Проходит от улицы Михаила Дудина до улицы Шишкина, при этом сама улица Шишкина не построена.

## История
Название было присвоено 7 октября 2010 года в честь писателя и литературоведа Ф. А. Абрамова.
Реальное строительство первого участка, от улицы Михаила Дудина до улицы Николая Рубцова началось в 2013 году, закончилось — летом 2014 года, а официально открыт для проезда — в ноябре 2014 года.
30 июня 2017 года улица Фёдора Абрамова была удлинена до Заречной улицы.
В 2023 году было открыто движение по участку от Заречной улицы до проектного переулка с улицей Шишкина. Во всех случаях застройщиком выступало ООО «Главстрой-СПб специализированный застройщик», входящее в группу «Главстрой»; впоследствии город возвращал компании потраченные деньги.

## Сооружения
На улице расположены:
- станция метро «Парнас»;
- жилой комплекс Северная долина, д. 8, лит. А является самым большим домом (три здания, являющиеся единым комплексом, так как соединены стилобатом) по количеству квартир в Санкт-Петербурге — 3575[5].

## Пересечения
Улица пересекается со следующими магистралями:
- улица Михаила Дудина
- улица Меркурьева
- улица Николая Рубцова
- Заречная улица
- улица Шишкина